# Самюел Барбер
Самюел Барбер (англ. Samuel Osmond Barber II; 9 березня 1910 — 23 січня 1981) — американський композитор.

## Біографія
Народився у м. Вест-Честер (Пенсільванія). Навчався в інституті Кертіса (Філадельфія) разом з Леонардом Бернстайном і Джанкарло Менотті. Під час Другої світової війни служив у військово-повітряних силах США. У 1945 році був обраний почесним членом Меморіального фонду Джона Гугенгайма. У 1947 і 1948 роках був музичним консультантом Американської академії в Римі. Захворівши на рак, помер у 70-річному віці в Нью-Йорку.

## Творчість
У творах раннього періоду виявляється близькість до традицій романтиків. Пізніше з романтичними традиції поєднуються елементи неокласицизму.
Індивідуальні риси стилю проявилися у скрипковому концерті (1939), потім отримали розвиток у «Кепрікорнському концерті» («Capricorn Concerto») для флейти, гобоя, труби та струнного оркестру, 1944), концерті для віолончелі (1945), концерті для фортепіано, сюїті «Медея» (1947), сонаті для фортепіано (1949).
Серед інших творів — опера «Ванесса» (1956, лібрето Д. Менотті), балет «Сувеніри» («Souvenirs»,1951-52; на його основі сюїти для фортепіано та фортепіано в 4 руки), увертюра до «Школи лихослів'я» Річарда Шерідана(Overture to the School for Scandal; 1933), 2 квартети (1936 і 1948), симфонії № 1 (1936, 2-я ред. 1943) та № 2 (1944, 2-я ред. 1947), Адажіо для струнних (1936) , 2 «есе» для оркестру (1937 і 1942), сонати, хори та пісні на вірші Ґеорга Гейма, Шекспіра, Дж. М. Хопкінса, Е. Дікінсон, Альфреда Хаусмена, Райнера Марія Рільке, Вільяма Єйтса, Джеймса Джойса, В. Г. Одена, Чеслава Мілоша Єжи Гарасимовича, Лорі Лі та інших поетів і письменників.

## Особисте життя
У 1928—1970 роках перебував у тривалих гомосексуальних стосунках з композитором Джанкарлом Менотті. Після розставання вони залишилися друзями.

## Нагороди
За сонату для віолончелі та фортепіано (1932) і музику до сцени з Персі Біші Шеллі (Music for a Scene from Shelley) — американська Римська премія (1935). Двічі лауреат Пулітцерівської премії з музики, член Американської академії мистецтва і літератури.